# Distrito Este (Hong Kong)
Este (en chino: 東區, pinyin: Dōng qū, jyutping：Dung Keoi,en inglés: Eastern District) es uno de los 18 distritos de la ciudad de Hong Kong, República Popular China. Está ubicado en la parte noreste de la isla de Hong Kong. Su área es de 18.56 kilómetros cuadrados y su población es de 588 000 (15% de menos de 15 años,73% de 15 a 64 años y 12% mayor de 65 años), la segunda más grande.

## Historia
Hay evidencia arqueológica había pueblos y pequeñas ciudades aparecieron m durante la dinastía Song (AD. 960-AD 1279)
Empezó como un pueblo de pescadores y hoy es una zona residencial con edificios modernos de fábricas y sobre todo de residencia de grandes almacenes. Hoteles y edificios comerciales también se desarrollan cerca.
Este distrito fue construido en 1981.